# Luca Moro
Luca Moro (Cagliari, 27 febbraio 1973 – Milano, 15 marzo 2014) è stato un pilota automobilistico italiano.

## Carriera
La sua carriera iniziò nel campionato FIA GT, ma nel 2006 durante la 24 Ore di Spa è risultato positivo alla Benzoilecgonina, il principale metabolita della cocaina. Fu successivamente sospeso per due anni. Nel 2008 tornò dalla squalifica, partecipando alla Formula Le Mans Cup 2009 con il team francese DAMS. L'anno successivo partecipò all'International GT Open. Nello stesso anno, tornò alle gare Endurance con la partecipazione alla Le Mans Series nella categoria FLM con la scuderia Hope Polevision Racing.
Insieme a Steve Zacchia e Wolfgang Kaufmann vinse la 1000 chilometri di Spa 2010. Continuò a correre in questo campionato per le successive stagioni 2011 e 2012, e partecipò per la prima e unica volta alla 24 Ore di Le Mans 2012 al volante di una Lola B12/80. Nella stessa stagione corse altre tre gare del FIA World Endurance Championship 2012, prendendo parte alla 6 Ore di Spa, la 6 Ore di San Paolo e la 6 Ore del Bahrain.
Fu ricoverato in ospedale 6 marzo 2014 a Milano. Morì il 15 marzo a causa di un tumore al cervello.

## Palmarès
- 1000 chilometri di Spa 2010